# هنري ماتيو
هنري ماتيو (بالإنجليزية: Henry Mateo)‏ هو لاعب كرة قاعدة دومينيكاوي، ولد في 14 أكتوبر 1976 في سانتو دومينغو في جمهورية الدومينيكان.

## وصلات خارجية
- هنري ماتيو على موقع دوري كرة القاعدة الرئيسي (الإنجليزية)
- هنري ماتيو على موقعبيزبول رفرنس.كوم (الدوري الرئيسي) (الإنجليزية)
- هنري ماتيو على موقعبيزبول رفرنس.كوم (الدوري الثانوي) (الإنجليزية)
- هنري ماتيو على موقع إي إس بي إن.كوم (أم.أل.بي) (الإنجليزية)
- هنري ماتيو على موقع مشجعي الرسوم البيانية (الإنجليزية)